# Le Serment (téléfilm)
Pour les articles homonymes, voir Le Serment.

Le Serment est un mélodrame télévisé historique français de Roger Kahane, réalisé pour la série L'Histoire en marche de Stellio Lorenzi et diffusé en 1985.
Il obtient le prix du téléfilm historique en 1985.

## Distribution
- Bertrand Lacy
- Pascale Rocard
- Jean-Claude Drouot
- Pierre Clémenti
- Catherine Wilkening
- Michel Aumont
- Michel Touraille
- Jean-Pierre Castaldi
- Maurice Chevit